# 광주 서구의 행정 구역
광주 서구의 행정 구역은 18개 행정동과 18개 법정동으로 구성되어 있다. 광주 서구의 면적은 47.88km2이며, 인구는 2012년 8월 1일 기준으로 117,649 세대, 317,361 명이다.

## 행정구역
| \| 행정동 \| 한자 \| 면적 \| 세대 \| 인구 \| \| ------- \| ------- \| ----- \| ------- \| ------- \| \| 양동 \| 良洞 \| 0.54 \| 2,523 \| 5,409 \| \| 양3동 \| 良3洞 \| 0.29 \| 2,291 \| 5,726 \| \| 농성1동 \| 農城1洞 \| 0.76 \| 4,014 \| 8,678 \| \| 농성2동 \| 農城2洞 \| 0.64 \| 2,870 \| 6,085 \| \| 광천동 \| 光川洞 \| 1.18 \| 4,737 \| 11,147 \| \| 유덕동 \| 柳德洞 \| 5.48 \| 4,494 \| 12,290 \| \| 치평동 \| 治平洞 \| 3.27 \| 10,542 \| 31,113 \| \| 상무1동 \| 尙武1洞 \| 1.36 \| 10,241 \| 25,356 \| \| 상무2동 \| 尙武2洞 \| 1.87 \| 11,276 \| 26,560 \| \| 화정1동 \| 花亭1洞 \| 1.20 \| 6,787 \| 16,437 \| \| 화정2동 \| 花亭2洞 \| 0.81 \| 4,591 \| 12,460 \| \| 화정3동 \| 花亭3洞 \| 0.74 \| 4,634 \| 12,876 \| \| 화정4동 \| 花亭4洞 \| 1.02 \| 7,295 \| 21,605 \| \| 서창동 \| 西倉洞 \| 19.67 \| 2,695 \| 6,408 \| \| 금호1동 \| 金湖1洞 \| 1.86 \| 8,867 \| 25,432 \| \| 금호2동 \| 金湖2洞 \| 1.19 \| 9,255 \| 29,741 \| \| 풍암동 \| 楓岩洞 \| 4.83 \| 14,433 \| 41,937 \| \| 동천동 \| 東川洞 \| 1.17 \| 6,104 \| 18,101 \| \| 서구 \| 西區 \| 47.88 \| 117,649 \| 317,361 \| |         |       |         |         |
| 행정동 | 한자    | 면적  | 세대    | 인구    |
| 양동 | 良洞    | 0.54  | 2,523   | 5,409   |
| 양3동 | 良3洞   | 0.29  | 2,291   | 5,726   |
| 농성1동 | 農城1洞 | 0.76  | 4,014   | 8,678   |
| 농성2동 | 農城2洞 | 0.64  | 2,870   | 6,085   |
| 광천동 | 光川洞  | 1.18  | 4,737   | 11,147  |
| 유덕동 | 柳德洞  | 5.48  | 4,494   | 12,290  |
| 치평동 | 治平洞  | 3.27  | 10,542  | 31,113  |
| 상무1동 | 尙武1洞 | 1.36  | 10,241  | 25,356  |
| 상무2동 | 尙武2洞 | 1.87  | 11,276  | 26,560  |
| 화정1동 | 花亭1洞 | 1.20  | 6,787   | 16,437  |
| 화정2동 | 花亭2洞 | 0.81  | 4,591   | 12,460  |
| 화정3동 | 花亭3洞 | 0.74  | 4,634   | 12,876  |
| 화정4동 | 花亭4洞 | 1.02  | 7,295   | 21,605  |
| 서창동 | 西倉洞  | 19.67 | 2,695   | 6,408   |
| 금호1동 | 金湖1洞 | 1.86  | 8,867   | 25,432  |
| 금호2동 | 金湖2洞 | 1.19  | 9,255   | 29,741  |
| 풍암동 | 楓岩洞  | 4.83  | 14,433  | 41,937  |
| 동천동 | 東川洞  | 1.17  | 6,104   | 18,101  |
| 서구 | 西區    | 47.88 | 117,649 | 317,361 |

## 법정동
| 행정동  | 법정동                                                                                              |
| ------- | --------------------------------------------------------------------------------------------------- |
| 양동    | 양동(良洞)                                                                                          |
| 양3동   | 양동(良洞)                                                                                          |
| 농성1동 | 농성동(農城洞)                                                                                      |
| 농성2동 | 농성동(農城洞)                                                                                      |
| 광천동  | 광천동(光川洞)                                                                                      |
| 유덕동  | 유촌동(柳村洞), 덕흥동(德興洞), 치평동(治平洞) (일부), 쌍촌동(雙村洞) (일부), 내방동(內防洞) (일부) |
| 치평동  | 치평동(治平洞) (일부), 쌍촌동(雙村洞) (일부)                                                        |
| 상무1동 | 치평동(治平洞) (일부), 쌍촌동(雙村洞) (일부)                                                        |
| 상무2동 | 치평동(治平洞) (일부), 쌍촌동(雙村洞) (일부)                                                        |
| 화정1동 | 화정동(花亭洞) (일부), 내방동(內防洞) (일부)                                                        |
| 화정2동 | 화정동(花亭洞) (일부)                                                                               |
| 화정3동 | 화정동(花亭洞) (일부)                                                                               |
| 화정4동 | 화정동(花亭洞) (일부)                                                                               |
| 서창동  | 세하동(細荷洞), 용두동(龍頭洞), 서창동(西倉洞), 벽진동(碧津洞), 매월동(梅月洞), 마륵동(馬勒洞)      |
| 금호1동 | 금호동(金湖洞)                                                                                      |
| 금호2동 | 금호동(金湖洞)                                                                                      |
| 풍암동  | 풍암동(楓岩洞)                                                                                      |
| 동천동  | 동천동(東川洞)                                                                                      |

## 연혁
- 1973년 7월 1일 구제(區制)가 실시되어 전라남도 광주시 서구가 설치되었다.

| 대통령령 제6544호 |
| 신 행정구역 |
| 서구 유동,누문동,북동,임동,동운동,태봉동,본촌동,우치동,삼소동,봉선동,사동,구동,서동,월산동,백운동,주월동,진월동,노대동,덕남동,송하동,임암동,행암동,광천동,금호동,내방동,농성동,덕흥동,상무동,양동,용두동,유촌동,치평동,풍암동 |
- 1979년 5월 1일 상무동을 쌍촌동과 화내동으로, 월산2동을 월산2동과 월산4동으로 분동하였다.
- 1980년 4월 1일 아래 도표와 같이 서구의 일부를 관할로 하여 북구가 신설되었고, 동구 일부를 편입하였다.

| 광주시 조례 제944호 |                                                               |
| 개편 전 | 개편 후                                                       |
| 서구 유동,누문동,북동,임동,동운동,태봉동,본촌동,우치동,삼소동 | 북구 유동,누문동,북동,임동,동운동,태봉동,본촌동,우치동,삼소동 |
| 동구 양림동,방림동 | 서구 양림동,방림동                                            |
| (변동없음) 봉선동,사동,구동,서동,월산동,백운동,주월동,진월동,노대동,덕남동,송하동,임암동,행암동,광천동,금호동,내방동,농성동,덕흥동,쌍촌동,양동,용두동,유촌동,치평동,풍암동,화내동 |                                                               |
- 1983년 10월 1일 농성동이 농성1동과 농성2동으로, 화내동을 화정1동과 화정2동으로 분동하였다.
- 1985년 11월 1일 월산4동을 월산4동과 월산5동으로, 백운동이 백운1동과 백운2동으로, 주월동이 주월1동과 주월2동으로 분동하였다.
- 1986년 11월 1일 광주직할시 서구로 개칭하였다.
- 1988년 5월 1일 자치구로 승격하였다.
- 1990년 1월 1일 화정2동을 화정2동과 화정3동으로 분동하였다.
- 1993년 12월 1일 쌍촌동이 상무1동과 상무2동으로 분동하였다.
- 1994년 7월 1일 화정3동을 화정3동과 화정4동으로 분동하였다.
- 1995년 1월 1일 광주광역시 서구로 개칭하였다.
- 1995년 3월 1일 아래 도표와 같이 서구의 일부를 관할로 하여 남구가 신설되었다.

| 법률 제4802호                                                                                           | |
| 개편 전                                                                                                 | 개편 후                                                                                                 |
| 서구 양림동,방림동,봉선동,사동,구동,서동,월산동,백운동,주월동,진월동,노대동,덕남동,송하동,임암동,행암동 | 남구 양림동,방림동,봉선동,사동,구동,서동,월산동,백운동,주월동,진월동,노대동,덕남동,송하동,임암동,행암동 |
| (변동없음) 광천동,금호동,내방동,농성동,덕흥동,쌍촌동,양동,용두동,유촌동,치평동,풍암동,화정동            | |
- 1995년 4월 20일 광산구 서창출장소를 편입하여 서창동으로 개편하였다.
- 1999년 1월 18일 양1동과 양2동을 양동으로 합동하였다.
- 2001년 8월 6일 서창동을 서창동과 금호풍암동으로 분동하였다
- 2003년 2월 17일 상무1동을 상무1동과 치평동으로, 금호풍암동을 금호동과 풍암동으로 분동하였다.[2] (16행정동)
- 2005년 7월 4일 금호동을 금호1동과 금호2동으로 분동하였다.[3] (17행정동)
- 2011년 10월 1일 북구 동림동 일부, 운암1동 일부를 서구 편입하여 동천동을 신설하고, 풍암동 일부인 송원학원 부지 전체를 남구 송하동으로, 광주천을 경계로 서구 광천동 무등경기장 주변 일부를 북구 임동으로 편입하였다.[4] (18행정동 18법정동)